# Yurika Shima
Yurika Cecilia Shima (jap. 島ゆりか, Shima Yurika; * 26. November 1998 in Kōbe) ist eine japanische Geigerin, die seit 2007 in Österreich lebt.

## Ausbildung und musikalische Karriere
Bereits in ihrer frühen Kindheit beobachtete Shima fasziniert ihre Mutter beim hobbymäßigen Musizieren auf der Geige. Mit vier Jahren erhielt sie ihr erstes eigenes Instrument und wurde von der Musikprofessorin Keiko Umetani im Violinspiel unterrichtet. Ihre Musikpädagogin erkannte das außerordentliche Talent des Mädchens und empfahl, es zur weiteren musikalischen Ausbildung nach Österreich an die Universität für Musik und darstellende Kunst (mdw) in Wien zu schicken. Dort wurde sie im Jahr 2007 als Schülerin von Marina Sorokowa in das Hochbegabtenprogramm der Hochschule aufgenommen und besuchte ab 2010 das Piaristengymnasium im Wiener Gemeindebezirk Josefstadt.
Bereits während ihrer Schulzeit nahm Shima erfolgreich an zahlreichen nationalen und internationalen Wettbewerben teil, unter anderem in Kasachstan, Italien und Polen. Als 12-Jährige gewann sie den 1. Preis beim „4th International Miroslaw Lawrynowicz Young Violinists Meeting“ in Płock, Polen. Bei den im Rahmen der Begabtenförderung an der Musikhochschule ausgeschriebenen Josef Windisch-Wettbewerben gewann sie im April 2012 den 3. Platz des Hertha Binder-Preises für Streicher und wurde zudem mit einem Sonderpreis für außerordentliche Leistungen ausgezeichnet. Im selben Jahr gewann sie den 1. Preis beim österreichischen Bundeswettbewerb „prima la musica“. Im August 2013 war sie Stipendiatin der Internationalen Musikakademie im Fürstentum Liechtenstein und war dort Schülerin von Leonid Sorokow, dem Ehemann ihrer Hochschullehrerin Marina Sorokowa. In den Jahren 2014 und 2016 gehörte Shima jeweils der nationalen österreichischen Auswahl für den europaweit ausgeschriebenen Klassik-Wettbewerb Eurovision Young Musicians an, wurde jedoch letztlich nicht als Vertreterin Österreichs in den Wettbewerb entsendet.
Kurz nachdem Shima im Jahr 2018 am Piaristengymnasium ihre Matura abgelegt hatte, bewarb sie sich erfolgreich um die Aufnahme in das Diplomprogramm an der Universität für Musik und darstellende Kunst bei Stefan Kamilarov, dessen Vorbereitungslehrgang sie schon seit 2014 besucht hatte. Seit Oktober 2018 studiert Shima die Fächer Geige, Klavier und Bratsche. Sie bewarb sich um ein Stipendium im Erasmus-Programm, um ihre Ausbildung an ausländischen Konservatorien zu vertiefen.
Yurika Shima absolviert regelmäßig Konzertauftritte in Japan, Italien, Kroatien, in der Slowakei, in Polen, Ungarn und in der Schweiz. Zudem engagiert sie sich bei TEDxVienna im Bereich Social Media.

## Preise und Auszeichnungen
- 2008: 1. Preis bei der „Astana-Merey International Competition“, Kasachstan[9]
- 2009: 3. Preis bei der „International Violin Competition Nedyalka Simeonova“, Chaskowo, Bulgarien[9]
- 2010: 2. Preis beim „Concorso Europeo Alfredo e Vanda Marcosig“[9]
- 2010: 1. Preis bei der „Citta di Barletta International Violin Competition“, Barletta, Italien[9]
- 2010: 1. Platz beim Bundeswettbewerb „prima la musica“, Österreich[9]
- 2011: „Gran Premio“ beim „Concorso MusicArte“, Ozegna, Italien[6]
- 2011: 1. Preis bei den „4th International Miroslaw Lawrynowicz Young Violinists Meeting“ in Płock, Polen
- 2012: 3. Platz beim „Hertha Binder-Preis für Streicher“
- 2012: 1. Platz beim Bundeswettbewerb „prima la musica“, Österreich
- 2013: 1. Preis und Best Performance bei den „Tartini International Competitions“ in Piran, Slowenien[10]